# Санта-Фе (приток Сувонни)
Санта-Фе (англ. Santa Fe River) — река на севере штата Флорида (США), левый приток реки Сувонни. Длина реки составляет 121 км.

## География

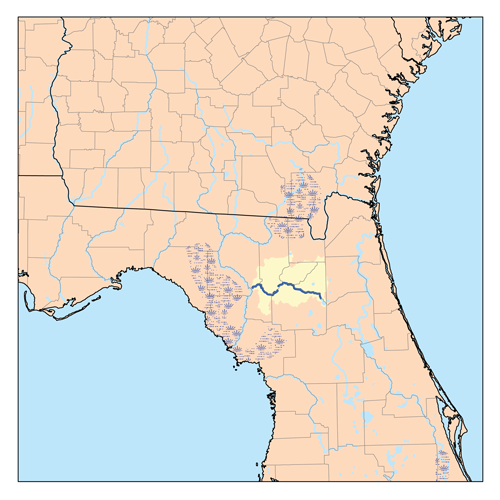
Бассейн реки Санта-Фе

Река Санта-Фе вытекает из озера Литл-Санта-Фе (соединённого на юге с озером Санта-Фе), водная поверхность которого находится на высоте 42 м. После этого река течёт преимущественно в западном направлении, протекая по округам Брадфорд, Алачуа, Юнион, Колумбия, Сувонни и Гилкрист (Флорида).
В своём верхнем течении река Санта-Фе образует границу между округами Алачуа и Брадфорд, а затем — между округами Алачуа и Юнион. Далее река образует границу между округами Гилкрист и Колумбия, а затем, в самом нижнем течении, — между округами Сувонни и Гилкрист. В округе Колумбия в парке штата О’Лено река уходит под землю и выходит обратно на поверхность пятью километрами ниже по течению, в парке штата Ривер-Райз-Презерв.
Река Санта-Фе впадает в реку Сувонни на высоте 2 м над уровнем моря, вблизи города Бранфорд. Наряду с реками Алапахо (Alapaha River) и Уитлакучи (Withlacoochee River), Санта-Фе является одним из трёх основных притоков реки Сувонни, которая впадает Мексиканский залив.
Площадь водосборного бассейна реки Санта-Фе — 3574 км². Основные притоки — Нью-Ривер (New River, впадает на высоте 17 м) и Ичетакни (Ichetucknee River, 4 м).